# Tarifa (Granada)
Tarifa es una localidad y pedanía española perteneciente al municipio de Cúllar, en la provincia de Granada, comunidad autónoma de Andalucía. Está situada en la parte nororiental de la comarca de Baza. A cuatro kilómetros del límite con la provincia de Almería, cerca de esta localidad se encuentran los núcleos de Las Vertientes, Aguaderico Segundo, Aguaderico Tercero, Barrio Nuevo, Venta Quemada y El Contador.

## Demografía
Según el Instituto Nacional de Estadística de España, en el año 2023 Tarifa contaba con 12 habitantes censados, lo que representa el 0,3% de la población total del municipio.

### Evolución de la población
| Gráfica de evolución demográfica de Tarifa entre 2013 y 2023 |
|                                                              |
| Datos según el nomenclátor publicado por el INE.             |

## Comunicaciones

### Carreteras
La principal vía de comunicación que transcurre junto a esta localidad es:
| Identificador | Denominación  | Itinerario      |
| ------------- | ------------- | --------------- |
| A-92N         | Autovía A-92N | Guadix - Murcia |

Algunas distancias entre Tarifa y otras ciudades:
| Ciudades | Distancia (km) |
| -------- | -------------- |
| Granada  | 144            |
| Murcia   | 147            |
| Jaén     | 188            |
| Almería  | 192            |